# 청소새우과
청소새우과(Stenopodidae)는 십각목에 속하는 갑각류과의 하나이다.

## 하위 분류
- Juxtastenopus Goy, 2010
- Odontozona Holthuis, 1946
- † Phoenice Garassino, 2001
- Richardina A. Milne-Edwards, 1881
- 청소새우속 (Stenopus) Latreille, 1819 - 청소새우(S. hispidus) 포함